# HD 28736
HD 28736，又名BD+05 674，SAO 111879、HR 1436，是一颗恒星，视星等为6.39，位于銀經190.14，銀緯-27.59，其B1900.0坐标为赤經4h 26m 45.2s，赤緯+5° -27.59′ 44″。